# Johann Jakob Füssli
Johann Jakob Füssli (* 16. Juni 1792 in Zürich; † 3. Juni 1860 in Hottingen) war ein Schweizer evangelischer Geistlicher.

## Leben
Johann Jakob Füssli entstammte der Glockengiesserfamilie Füssli und war der Sohn des Glockengiessers und Oberrichters Johannes Füssli (1750–1817).
Nach seinem Theologiestudium wurde er 1814 ordiniert und 1815 zum Pfarrer in Wollishofen gewählt. 1820 wurde er Pfarrer in Birmensdorf. Von 1828 bis zu seinem Tod war er Pfarrer an der Kreuzgemeinde, die unter ihm von einer Filiale des Grossmünsters zur selbstständigen Kirchgemeinde Neumünster aufstieg und 1839 eine neue Kirche erhielt.
Der Zürcher Grosse Rat wählte ihn am 19. Dezember 1837 zum Antistes. Als solcher führte er 1839 die kirchliche Opposition an gegen die Berufung von David Friedrich Strauss an die Universität Zürich, obwohl sich der Bürgermeister Conrad Melchior Hirzel für diesen einsetzte. David Friedrich Strauss wurde dann unmittelbar nach seiner Berufung in den Ruhestand versetzt (siehe auch Straussenhandel).
1849 wurde Füssli als Antistes von der liberalen Ratsmehrheit wieder abgewählt, weil er bei dieser in Ungnade gefallen war.
Von 1830 bis 1849 war er Mitglied des Zürcher Kirchenrates und seit 1855 erster Präsident der Kranken- und Diakonissenanstalt Neumünster.
Er war auch Mitbegründer der Neuen Kirchenzeitung für die reformierte Schweiz.
Johann Jakob Füssli war seit 1820 mit Maria Hortensia (geb. Greuter) verheiratet.

## Mitgliedschaften
Johann Jakob Füssli war 1843 Mitbegründer des protestantisch-kirchlichen Hilfsvereins, der noch heute tätig ist und evangelisch-reformierten Kirchgemeinden im In- und Ausland, die sich in der ausgeprägten Minderheit befinden, in der projektbezogenen Förderung ihres kirchlichen Lebens beisteht.

## Schriften (Auswahl)
- Vertheidigung des vierstimmigen Kirchengesanges gegen die Angriffe auf denselben: Vorgelesen der Asketischen Gesellschaft in Zürich den 21 Herbstmonath 1826. Zürich: Schulthess 1826.
- Motion betreffend die Wahl der Professoren der Theologie an der hiesigen Hochschule, und die Berufung des Dr. Strauss, vorgetragen im Grossen Rathe am 31. Januar 1839. Zürich: Ulrich 1839.